# Brignoliella klabati
Brignoliella klabati là một loài nhện trong họ Tetrablemmidae.
Loài này thuộc chi Brignoliella. Brignoliella klabati được Lehtinen miêu tả năm 1981.